# Ante Jukić
Ante Jukić (Donja Tuzla, 21. veljače 1873. – Mostar, 23. svibnja 1906.), hrvatski učitelj, pjesnik i književni povjesničar.

## Životopis
Rođen u Donjoj Tuzli. Srednju školu započeo u Gornjoj Tuzli. Počeo u trgovačkoj školi, a potom završio šest razreda Franjevačke klasične gimnazije u Gučoj Gori. Bio u Petrićevcu kod Banje Luke u novicijatu. Otišao studirati u Pečuh na filozofsko-teološki studij. Prekinuo je studij u na drugoj godini. U Zagrebu polazio privatnu gimnaziju neko vrijeme. 1891. upisao je učiteljsku školu u Sarajevu koju je završio 1894. godine. Službovao kao pomoćni učitelj u Trebinju, pa Žepču, kao učitelj u Tasovčićima kod Čapljine i od 1899. radi u Mostaru. Jukićevim poticajem održan je jeseni 1900. sastanak učitelja Mostara i okolice. Početkom sljedeće godine održana je osnivačka skupština prvoga učiteljskoga društva u BiH - Učiteljskoga udruženja narodnih osnovnih škola okružja mostarskoga. Jukić je sastavio pravila Društva, a po odobrenju Zemaljske vlade iz Sarajeva i prvi predsjednik. Dvorniković je za Jukića rekao da je njegova pojava u školskom životu BiH prva manifestacija probuđene samosvijesti tamošnjega narodnoga učiteljstva. 1902. godine među osnivačima Hrvatskoga potpornoga društva za potrebe đaka srednjih škola iz BiH u Mostaru. Član Središnjega odbora Hrvatskoga pjevačkog društva Hrvoje u Mostaru, a na dvjema skupštinama uzastopce izabran za potpredsjednika Saveza hrvatskih pjevačkih društava. Pokrenuo je 1905. list za učitelje Učiteljska zora čijim je bio urednikom, zatim list Učiteljski vjesnik i kalendar Hrvoje koji je bio nastavak kalendara Mladi Hercegovac. Književni rad bio je mali opsegom i dosegom. Većinom je pisao pjesme za mladež. Književne sastavke objavio je u časopisima i dnevnim listovima Crvena Hrvatska, Hrvoje, Hrvatsko pravo, Hrvatsko kolo, Kršćanska obitelj i dr. Pisao pod pseudonimom Veljko Obradov.